# George Estman
George Anders Estman (ur. 8 września 1922, zm. 16 września 2006 w Alberton) – południowoafrykański kolarz torowy i szosowy, srebrny medalista olimpijski.

## Kariera
Największy sukces w karierze George Estman osiągnął w 1952 roku, kiedy wspólnie z Tommym Shardelowem, Jimmym Swiftem i Bobbym Fowlerem zdobył srebrny medal w drużynowym wyścigu na dochodzenie podczas igrzysk olimpijskich w Helsinkach. Był to jedyny medal wywalczony przez Estmana na międzynarodowej imprezie tej rangi. Zarówno w Helsinkach, jak i na rozgrywanych cztery lata wcześniej igrzyskach olimpijskich w Londynie startował w drużynowych i indywidualnych wyścigach ze startu wspólnego, jednak ani razu nie ukończył rywalizacji. Nigdy nie zdobył medalu na szosowych ani torowych mistrzostwach świata.